# Cratere Nalkowska
Nalkowska  è un cratere sulla superficie di Venere. Deve il proprio nome alla scrittrice, drammaturga e politica polacca Zofia Nałkowska.